# Viscosimètre à chute de bille

Un viscosimètre à chute de bille.

Le viscosimètre à chute de bille est un viscosimètre permettant de déterminer la viscosité dynamique, en Pa.s, des liquides selon la loi de Stokes. Ce viscosimètre est utilisé pour les fluides newtoniens et transparents.

## Viscosimètre
Le viscosimètre est constitué d’un tube intérieur, de billes de différentes dimensions et d’une cuve extérieure :
- le tube intérieur transparent généralement en verre sert à contenir le fluide à étudier et une bille. Le diamètre du tube est suffisamment large pour pouvoir négliger les effets de ses parois sur la chute de la bille[1] ;
- les billes sont calibrées sphériques pleines ou creuses généralement en acier et plus rarement en verre ou en ferronickel[2]. Elles ont une masse (ou masse volumique) ainsi qu'un diamètre connus ;
- la cuve extérieure est cylindrique et transparente. Elle sert à réguler la température du liquide à étudier.

## Mode opératoire
La bille est abandonnée sans vitesse initiale dans le tube vertical. La bille se déplace alors sous l’action de la pesanteur.
Pour mesurer la viscosité, on chronomètre le temps mis par la bille pour passer d’un premier repère vers un second et on y déduit sa vitesse de chute.

## Calcul de la viscosité
La loi de Stokes donne la force de trainée {\displaystyle T} [N] exercée sur un fluide dans le cas d'un régime laminaire  :
{\displaystyle T=6\pi \cdot \eta \cdot r\cdot v_{\infty }}
où :
- {\displaystyle \eta } [Pa s] est la viscosité dynamique du fluide ;
- {\displaystyle r} [m] est le rayon de la bille ;
- {\displaystyle v_{\infty }} [m/s] est la vitesse de la bille par rapport au laboratoire ;

En sachant que les forces qui s'appliquent sur la bille sont la force de trainée, la pesanteur et la poussée d'Archimède, à supposer que la bille n'accélère pas (ou du moins que cette accélération est négligeable), l'on a :
{\displaystyle ma=-mg+6\pi \eta rv_{\infty }+\rho Vg=0}
où :
- {\displaystyle m} [kg] est la masse de la bille ;
- {\displaystyle a} [m/s2] est l'accélération de la bille ;
- {\displaystyle g} [m/s2] est l'accélération gravitationnelle ;
- {\displaystyle \rho } [kg/m3] est la masse volumique du fluide ;
- {\displaystyle V} [m3] est le volume de la bille.

En isolant la viscosité de cette expression, l'on est alors capable de donner la viscosité dynamique du fluide :
{\displaystyle \eta ={\frac {g}{6\pi rv_{\infty }}}(m-{\frac {4}{3}}\pi r^{3}\rho )}
Notons que l'on peut également exprimer la viscosité en fonction du rapport de masses volumiques entre le fluide et la bille. Si l'on note {\displaystyle \Delta \rho =\rho _{p}-\rho _{f}} différence de masse volumique entre la sphère et le fluide (en kg/m3), l'on a :
{\displaystyle \eta ={\frac {2r^{2}g\Delta \rho }{9v_{\infty }}}}

## Propriétés
Du point de vue mise en œuvre cette technique est simple et rapide mais sa précision est limitée. Cela est notamment dû au fait que la loi de Stokes n'est valide que lorsque le nombre de Reynolds du système ne dépasse pas 0.5 (l'écoulement est alors laminaire). Cela contraint donc notamment à ne mesurer que des paramètres où la vitesse de la bille reste relativement faible. Lorsque ce nombre est de l'ordre de 100, les approximations données par cet outil divergent beaucoup de la réalité du fait que l'écoulement est alors turbulent.

## Variante
Il est possible de faire varier la vitesse de chute de la bille en inclinant le tube. On parle alors de viscosimètre à bille roulante ou viscosimètre à bille d'Höppler.